# Лукин, Анатолий Викторович
Анато́лий Ви́кторович Луки́н (3 декабря 1931 года, Ленинград, РСФСР, СССР — 28 декабря 1987 года, Псков, РСФСР, СССР) — советский инженер, организатор и руководитель машиностроения, основатель и создатель Псковского завода тяжёлого электросварочного оборудования, активный борец за сохранение культурного наследия Пскова и Псковской области. Лауреат Ленинской премии, член КПСС c 1960 года.

## Биография

### Семья и детские годы
Родился 3 декабря 1931 года в Ленинграде. Отец — Лукин, Виктор Дмитриевич, мать Елена Ивановна Лукина (Пашалова). Первые семь лет своей жизни Анатолий прожил в Ленинграде в доме на Нарвском проспекте, а также у бабушек и дедушек в Старо-Паново. Отец был актёром и работал в театрах Ленинграда, Мурманска, Выборга, Краснокамска, Кунгура, Кизела, Лысьвы, Смоленска, Брянска, Пскова, и Анатолий жил с родителями в разных городах России и часто прямо в здании театра.

### Военное образование и военная служба
В 1950—1954 годах — курсант штурманского отдела Высшего Военно-морского училища имени М. В. Фрунзе (ныне Санкт-Петербургский военно-морской институт). В годы учёбы в военно-морском училище посещал семинары флотских поэтов «Путь на моря», которые проводил Всеволод Азаров. Некоторые  стихи курсанта Анатолия Лукина были напечатаны в сборнике училищного литературного кружка «Я – советский моряк». В 1954 году прошёл подготовку штурмана морской авиации на базе Николаевского Военно-Морского минно-торпедного авиационного училища в г. Николаеве.
До 1960 года — служил штурманом морской авиации в городе Пярну Эстонской ССР. Летал на бомбардировщике Ил-28. В 1960 году часть морской авиации в Пярну была расформирована и Лукин был демобилизован.
После демобилизации с семьёй переехал во Псков.

### Производственная карьера и гражданское образование
с 1960 до 1964 года работал токарем, начальником ПРБ (планово-распределительного бюро металлообрабатывающего цеха), начальником цеха на Псковском машиностроительном заводе. В 1966 году закончил Псковский филиал Северо-Западного заочного политехнического института (СЗПИ) ныне Псковский государственный политехнический институт в составе Псковского государственного университета с дипломом инженера-механика по специальности «Технология машиностроения». Затем работал начальником цеха, заместителем директора на Псковском электромашиностроительном заводе, главным инженером на Псковском электротехническом заводе.

### Генеральный директор ТЭСО
С 1970 по 1987 год — генеральный директор Псковского завода тяжёлого электросварочного оборудования (ТЭСО).
13 апреля 1970 года приказом министра электротехнической промышленности СССР А. К. Антонова организована дирекция строящегося завода тяжелого электросварочного оборудования (ТЭСО) в Пскове. Анатолий Лукин был назначен директором ТЭСО. 22 декабря 1972 года на базе дирекции организован завод.
Под его руководством завод ТЭСО был построен и стал флагманом псковской индустрии — крупнейшим в СССР заводом по производству оборудования контактной сварки. ПЗТЭСО являлся предприятием союзного значения и входило в сферу ответственности Министерства электротехнической промышленности СССР.
В 1970 году начинается строительство завода. В 1973 году Лукин совершает поездку по Франции и ФРГ и посещает ведущие предприятия, производящие оборудование контактной сварки. Среди них Sciaky, KUKA, Renault, Longepen. В том же году с фирмой Renault был заключён договор о комплексной поставке оборудования на строящийся ПЗ ТЭСО и в январе 1974 года выпущена первая продукция основного производства — сварочные машины для контактной сварки оплавлением К-617. Для привлечения во Псков на строящееся предприятие квалифицированных специалистов из других регионов Лукин организовал масштабное жилищное строительство. Наибольшая группа специалистов приехала из Нижнего Тагила с Уралвагонзавода. Для развития собственной прикладной науки на предприятии, без которой Лукин не видел перспектив развития завода, в октябре 1972 года на заводе было создано Псковское отделение Всесоюзного научно-исследовательского института электросварочного оборудования (ВНИИЭСО), впоследствии ставшим СКБПЗТЭСО, где наряду с конструкторскими отделами имелся научно-технический отдел с лабораториями сварки, электроники, гидравлической, электропривода, металлографии, надёжности и др. По структуре ПЗТЭСО являлся Научно-производственным объединением с числом работающих инженеров, техников, рабочих и научных работников до 4500 человек. Были подготовлены собственные специалисты высокой квалификации, в том числе кандидаты технических наук, обучавшиеся в аспирантуре под руководством академика АН УССР Сергея Ивановича Кучук-Яценко в Киеве.

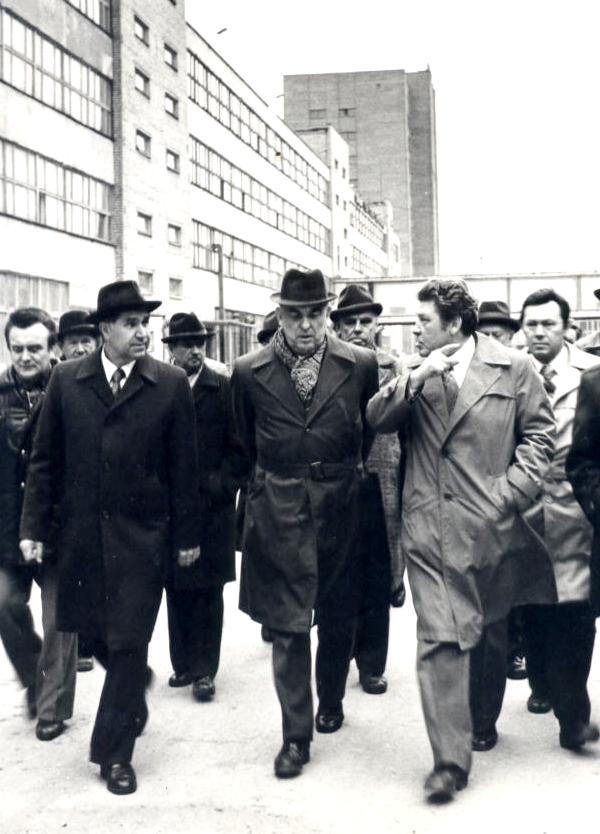
Первый секретарь Псковского обкома КПСС А.М. Рыбаков, министр электротехнической промышленности СССР А.К. Антонов и А.В. Лукин на заводе ТЭСО в 1979 году

Постоянными партнёрами ПЗТЭСО были Институт электросварки им. Е. О. Патона и ВНИИЭСО ныне Институт сварки России. Завод ТЭСО выпускал сварочное оборудование для контактной сварки, стыковой, шовной, точечной, рельефной. Кроме этого выпускалось оборудование для дуговой, электроннолучевой, холодной, диффузионной сварки, сварочные автоматические линии.
В 1978—1981 годах ТЭСО выпускает сварочное оборудование — машины контактной сварки, встроенные в автоматизированные металлургические линии и участвует в разработке технологии для контактной сварки стальных листов, а также горячих блюмсов в условиях непрерывного процесса прокатного стана. Научным руководителем этих тем был академик, директор Всесоюзного научно-исследовательского и проектно-конструкторского института металлургического машиностроения Александр Иванович Целиков. По результатам данной работы Анатолию Викторовичу в 1981 году присуждается Премия Совета Министров СССР.
В начале 1980-х годов завод приступил приступил к производству машин К-700 для контактной сварки стальных труб диаметром 1420 мм, разработанную ИЭС им. Е. О. Патона. Первые опытные образцы этой продукции показали ряд существенных недостатков, и Лукин принимает решение о необходимости приостановления выпуска К-700, и срочной доработки конструкции, прежде всего сварочного трансформатора и механизма токоподводящих рычагов. Доработку он поручает специально созданной группе инженеров ТЭСО под руководством В. А. Калуженкова, которые разрабатывают новый сварочный комплекс КСО-40001. Именно эта модель впоследствии выпускается для строительства магистральных газопроводов. С помощью разработанной технологии сварки комплексами КСО-40001 было сварено более 1500 километров газопроводов.
Анатолий Викторович — автор ряда изобретений, научных работ и статей. В 1988 году Лукин А. В. стал лауреатом Ленинской премии — наиболее престижной премии в СССР. Ленинская премия присуждена за разработку и внедрение в производство технологии и оборудования для контактной сварки непрерывным оплавлением труб большого диаметра для магистральных газопроводов. Также он награждён орденом «Знак Почёта».
А. В. Лукин приложил много сил для сохранения и реставрации памятников древнего Пскова. Оказал помощь Всеволоду Петровичу Смирнову в организации кузнечной мастерской, Детской библиотеке и многим культурно-историческим объектам. Его друг Савва Васильевич Ямщиков, посвящает Анатолию Викторовичу немало страниц своей книги «Мой Псков». В этой же книге опубликованы несколько стихотворений Анатолия Лукина, которые он писал на протяжении своей жизни. При содействии Анатолия Лукина в 1973 году на Псковском заводе тяжелого электросварочного оборудования создан военно-патриотический клуб «Мушкетёр», а в 1985 году клуб был преобразован в спортивную школу.
Скончался 28 декабря 1987 года в своём рабочем кабинете. Лукин оставил после себя крупнейшее в СССР предприятие по производству машин контактной сварки. Анатолий Викторович внёс большой вклад в развитие промышленности города Пскова, сохранение памятников истории и архитектуры Пскова. Статья об Анатолии Викторовиче Лукине включена в Псковскую энциклопедию, в Псковском музее-заповеднике есть экспозиция, посвящённая ему, в Псковском государственном политехническом институте имеется мемориальный стенд, посвящённый ему, на заводе Псковэлектросвар есть мраморная мемориальная доска с изображением А. В. Лукина и надписью. В Пскове проводятся соревнования по фехтованию на приз Анатолия Лукина. Лукин — единственный житель Пскова, получивший высшую премию СССР — Ленинскую премию. Завод ТЭСО являлся предметом гордости как для псковичей, так и для всей советской индустрии. Похоронен на кладбище Орлецы во Пскове.
30 марта 2016 года на сессии Псковской городской Думы принято решение о присвоении имени Анатолия Лукина новой улице в Пскове.